# Øyhellsundet
Øyhellsundet est le nom du détroit prolongeant le Raftsund qui sépare Lofoten et des Vesterålen, sur la côte nord de la Norvège.

## Géographie
Øyhellsundet sépare les îles Austvågøya à l'ouest et Stormolla à l'est avant de déboucher sur le Vestfjorden au sud.
Administrativement Øyhellsundet fait partie de la commune de Vågan.